# Claude Gensac
Claude Gensac, nata Claude Jeanne Malca Gensac (Acy-en-Multien, 1º marzo 1927 – Suresnes, 27 dicembre 2016), è stata un'attrice francese, nota soprattutto per le sue interpretazioni al fianco del comico francese Louis de Funès in molte delle sue pellicole.

## Biografia
Dopo aver studiato arte drammatica al Conservatoire national supérieur d'art dramatique di Parigi, si dedicò alla recitazione brillante, nella quale poi si specializzo'.
Il suo esordio cinematografico risale al 1952, al fianco di Louis de Funès, nella pellicola La vita di un onest'uomo (1952) di Sacha Guitry, e nello stesso anno debuttò in teatro, sempre a fianco di De Funes, nella commedia Sans Cérémonie.
L'attrice divenne un vero e proprio feticcio per il comico francese, che la volle in molte delle sue pellicole, facendole interpretare soprattutto il ruolo della moglie. Il sodalizio artistico con De Funes continuò nel corso degli anni.
L'attrice continuò ad apparire saltuariamente in teatro in Lucrèce Borgia di Victor Hugo, Le Dindon di Georges Feydeau e ne La dévotion di Albert Camus, partecipando anche a diversi sceneggiati per la televisione pubblica francese.

### Vita privata
Nel 1951 sposò l'attore Pierre Mondy, dal quale divorziò nel 1955. Nel 1958 si unì in matrimonio con il pilota automobilistico Henri Chemin, dal quale divorziò nel 1977.

## Filmografia
- La vita di un onest'uomo (La vie d'un honnête homme), regia di Sacha Guitry (1952)
- Monsieur de Saint-Germain, regia di Philippe Ducrest (1958) - Film TV
- Adélaïde, regia di Philippe Ducrest (1958) - Film TV
- La Caméra explore le temps (1959) - Serie TV
- Come sposare un primo ministro (Comment épouser un premier ministre), regia di Michel Boisrond (1964)
- Pelle di donna (Le journal d'une femme en blanc), regia di Claude Autant-Lara (1965)
- L'amante italiana (Les Sultans), regia di Jean Delannoy (1966)
- Le grandi vacanze (Les Grandes vacances), regia di Jean Girault (1967)
- Il Cavalier Tempesta (Le Chevalier Tempête), regia di Yannick Andréi (1967) Serie TV
- Io, due figlie, tre valigie (Oscar), regia di Édouard Molinaro (1967)
- Calma ragazze, oggi mi sposo (Le gendarme se marie), regia di Jean Girault (1968)
- Louis de Funès e il nonno surgelato (Hibernatus), regia di Edouard Molinaro (1969)
- Il ballo del Conte D'Orgel (Le bal du comte d'Orgel), regia di Marc Allégret (1970)
- 6 gendarmi in fuga (Le gendarme en balade), regia di Jean Girault (1970)
- Jo e il gazebo (Jo), regia di Jean Girault (1971)
- La dame de trèfle, regia di Pierre Cavassilas (1973) - Film TV
- La Folle de Chaillot, regia di Gérard Vergez (1976) - Film TV
- L'ala o la coscia? (Aile ou la cuisse), regia di Claude Zidi (1976)
- Le Chasseur de chez Maxim's, regia di Claude Vital (1976)
- Moi, fleur bleue, regia di Eric Le Hung (1977)
- Les Folies Offenbach, regia di Michel Boisrond (1977) - Serie TV
- L'avaro (L'Avare), regia di Louis de Funès (1980)
- Georges Dandin, regia di Yves-André Hubert (1980) - Film TV
- Les Fugitifs, regia di Freddy Charles (1981) - Film TV
- Les Fiancées de l'empire, regia di Jacques Doniol-Valcroze (1981) - Miniserie TV
- La soupe aux choux, regia di Jean Girault (1981)
- Le Gendarme et les gendarmettes, regia di Jean Girault (1982)
- Le sexe faible di Lazare Iglesis (1984) - Film TV
- Le Gaffeur di Serge Pénard (1985)
- La profezia di Avignone di Alain Bonnet (2007) - Miniserie TV
- Paris Express (Coursier), regia di Hervé Renoh (2010)
- L'immortale (L'Immortel), regia di Richard Berry (2010)
- De l'huile sur le feu, regia di Nicolas Benamou (2011)
- On My Way (Elle s'en va), regia di Emmanuelle Bercot (2013)
- Baden Baden, regia di Rachel Lang (2016)

## Doppiatrici italiane
- Rosetta Calavetta in Calma ragazze, oggi mi sposo, Louis de Funès ed il nonno surgelato, Sei gendarmi in fuga, Jo e il gazebo
- Adriana De Roberto in Le grandi vacanze
- Sonia Scotti in On My Way